# Desiderata (Langobardin)
Desiderata wird gewöhnlich eine Tochter des Langobardenkönigs Desiderius genannt, die zeitweise mit dem Frankenkönig Karl dem Großen verheiratet war. Ihr tatsächlicher Name ist in keiner Quelle vermerkt.

## Leben
Desiderata war die Tochter des Langobardenkönigs Desiderius und seiner Frau Ansa.
Sie heiratete Karl den Großen 768, wohl auf Betreiben seiner Mutter Bertha, die eine Allianz zwischen Franken und Langobarden stiften wollte. Die Ehe blieb kinderlos, und als die Allianz mit den Langobarden zerbrach, wurde Desiderata von Karl 771 verstoßen, der sich nun mit Papst Stephan III. gegen die Langobarden verbündete und schließlich Desiderius entthronte. Karl heiratete im gleichen Jahr Hildegard.
Desideratas weiteres Schicksal ist unbekannt.

## Namenstheorien
Die Historikerin Janet Nelson stellte die These auf, dass die Tochter des Desiderius Gerperga geheißen habe. Sie weist darauf hin, dass in mehreren Quellen Gerperga, die Frau von Karls Bruder Karlmann, mit der Langobardenprinzessin verwechselt werde und irrtümlicherweise ebenfalls zu einer Tochter von Desiderius gemacht werde. Grund dafür könnte eine Namensgleichheit der Schwägerinnen gewesen sein. Außerdem hatten Desiderius und Ansa drei andere Töchter mit den Namen Anselperga, Adelperga und Liutperga, so dass die Namensendung -perga auch für die vierte wahrscheinlich sei.
In Italien ist sie auch als Ermengarda bekannt, da ihr der italienische Schriftsteller Alessandro Manzoni in seinem Werk diesen Namen gegeben hatte.